# 天登山
天登山（韓語：천등산）是一座位于韓國忠清北道堤川市和忠州市之间的山峰，主峰標高海拔807公尺。